# Papier MWC
Papier MWC (ang. Medium Weight Coated) – papier powlekany dwustronnie o gramaturze 80–170 g/m²; stosowany do druku offsetowego arkuszowego i zwojowego, przy czym jako papier drukowy najczęściej stosowany jest papier o gramaturze 70–90 g/m².
Wysokogatunkowe papiery drukowe MWC otrzymywane są przez nakładanie w maszynie papierniczej dwóch powłok o łącznej gramaturze 12–25 g/m² na każdą stronę. Papier MWC może być również powlekany jednokrotnie, lecz wówczas jego powierzchnia ma gorsze właściwości drukowe niż przy dwukrotnym powlekaniu. Papiery MWC produkuje się z wykończeniem powierzchni z połyskiem lub matowym; gładkim lub z fakturą. Całkowita zawartość pigmentów wynosi 28–45%. Papier podkładowy może być bezdrzewny bądź z zawartością masy drzewnej (zazwyczaj ma następujący skład: 40–55% mechanicznej masy włóknistej, 45–60% masy celulozowej). 
Papiery MWC cechują się białością ISO 78–80%. Powłoki mogą zawierać wybielacz optyczny. Ze względu na to, że może wystąpić efekt olśnienia, papiery z połyskiem często produkowane są w odcieniu kremowym. 
Papiery MWC z połyskiem charakteryzują się wysoką gładkością i małą absorpcją farb drukowych, co korzystnie wpływa na efekt drukowania. Papiery MWC matowe mają natomiast mniejszą gładkość i znacznie większą absorpcję, do ich zadrukowywania stosuje się więc farby drukowe inne niż do papierów z połyskiem, mimo to otrzymuje się eleganckie wydruki.
Papiery MWC stosowane są do drukowania offsetowego arkuszowego i zwojowego z zastosowaniem rastrów o liniaturze 60–80 linii/cm. Produkowany jest również papier MWC z połyskiem do stosowania w druku wklęsłym (papiery matowe nie nadają się do drukowania tą techniką). 
Najważniejsze zalety papierów MWC to: równomierność powierzchni, wysoka nieprzezroczystość, równomierność połysku, odpowiednia sztywność.